# آهونگالا
آهونگالا (به لاتین: Ahungalla) یک منطقهٔ مسکونی در سری‌لانکا است که در ناحیه گاله واقع شده‌است.